# مصنع الفولاذ بمنزل بورقيبة
مصنع الفولاذ بمنزل بورقيبة  هو مصنع فولاذ تأسس في سنة 1965 و هو موجود في مدينة منزل بورقيبة بولاية بنزرت التونسية ، يعد هذا المصنع من أهم المنتجين لموارد المعدنية في تونس كما أن هذا المصنع قريب من الميناء الذي يسمى بالأرسنال في تونس الذي هو موجود في بحيرة بنزرت.

## التأسيس
تأسس هذا المصنع بعد الأستعمار في سنة 1965 في مدينة منزل بورقيبة في  ولاية بنزرت بتونس تحديدة في منطقة جنوب بحيرة بنزرت في أول المنطقة عند الطريق الرئيسية (طريق تونس).

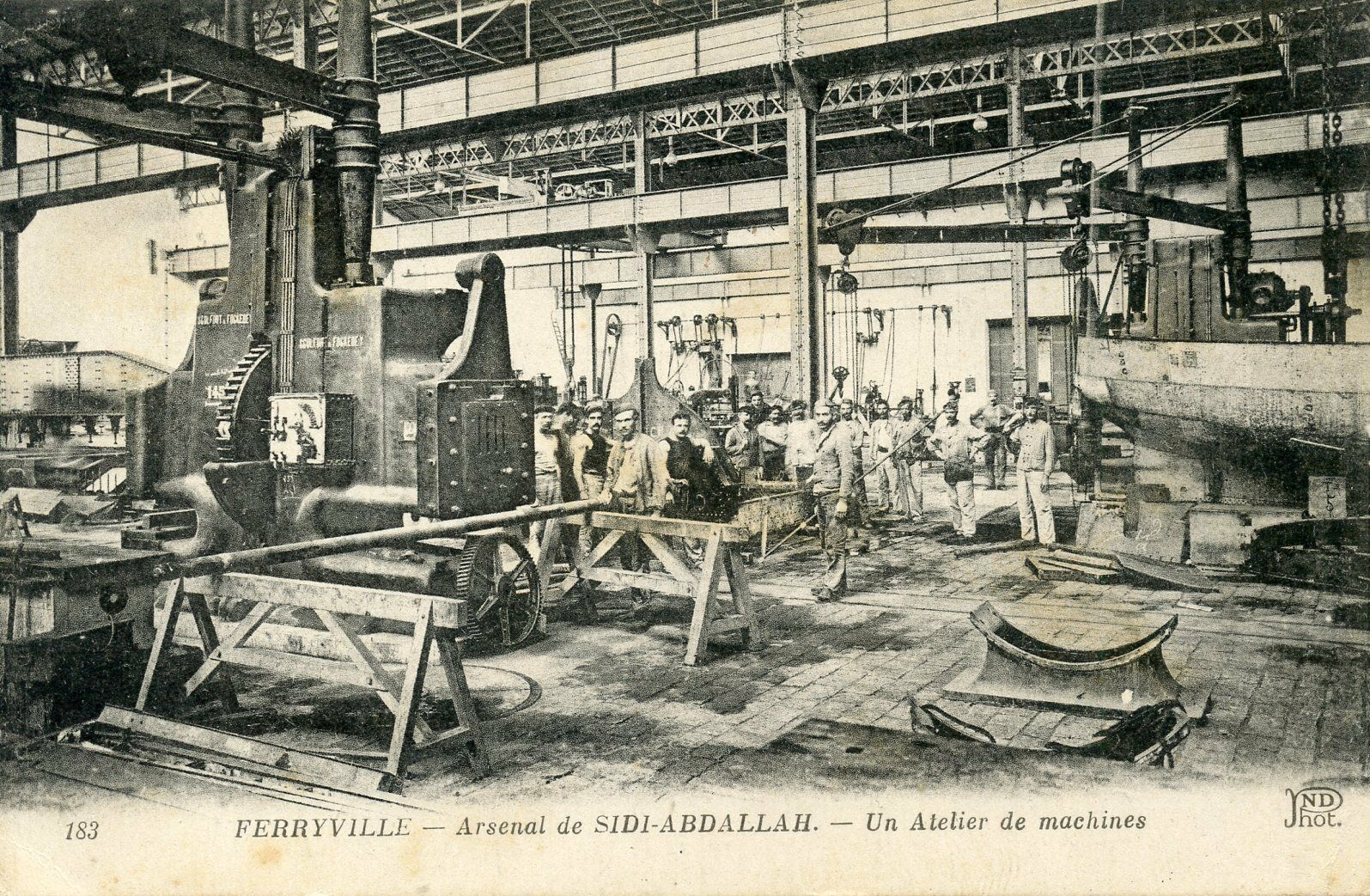

## أهم الصناعات

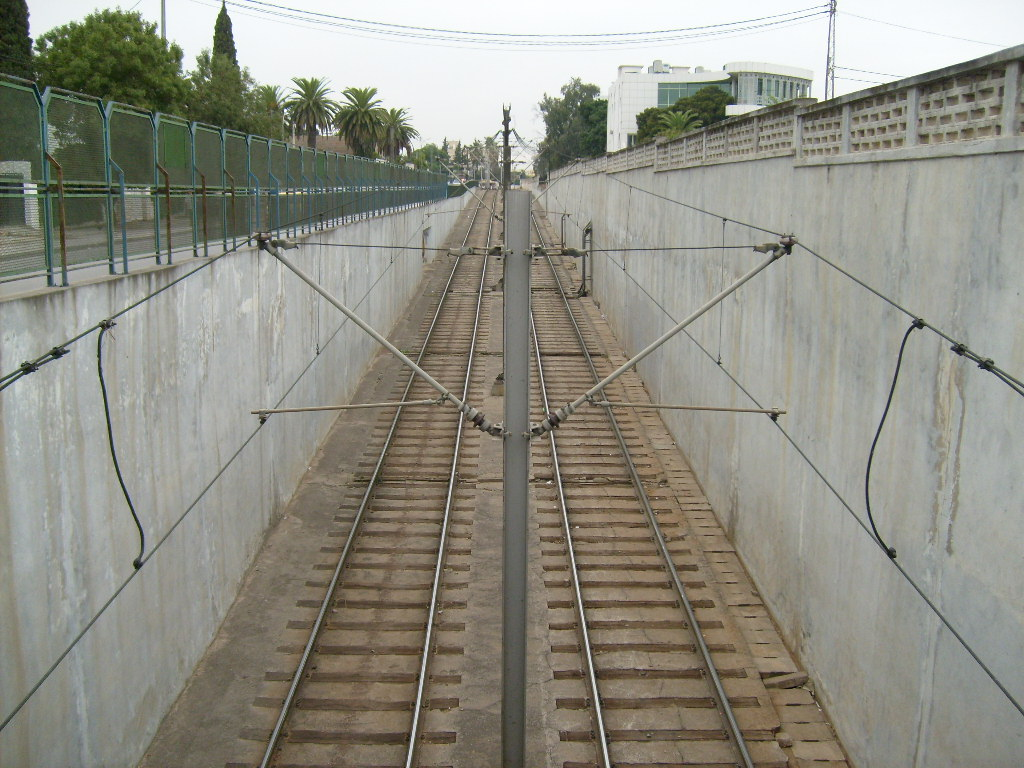
صورة لسكة مترو في تونس العاصمة صنعت في مصنع الفولاذ بمنزل بورقيبة

يشتهر هذا المصنع بأنة من أكبر المصانع في تونس من ناحية الصناعات المعدنية خاصة الفولاذ حيث أن أكثر السكك الحديدية لقطارات في تونس صنعت في هذا المصنع كما تصنع فيه العديد من قطع الغيار التي تستعمل في عدة مجالات متعددة
كما ينتج هذا المصنع المواد الحديدية الفولاذية للبناء مثل حديد التسليح (حديد البناء) الذي يستعمل في البناء .

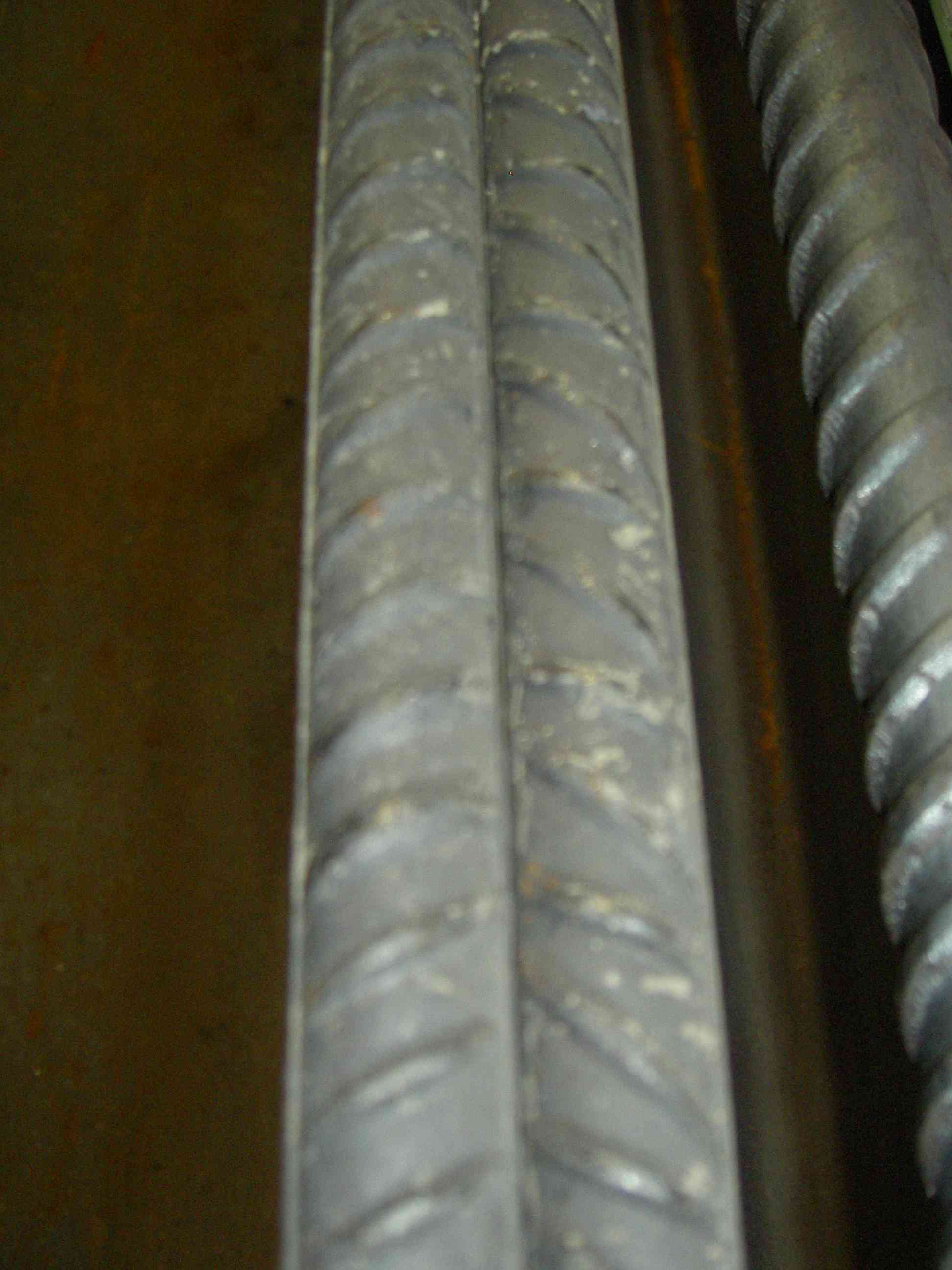
حديد التسليح من أهم منتجات المصنع